# TODAY'S KEY NUMBER
『イエローハット TODAY’S KEY NUMBER』（イエローハット・トゥデイズ・キー・ナンバー）は、TOKYO FM、JFNCの制作で2019年4月1日からJFN系列35局ネットで放送されている報道番組・情報番組。イエローハットの一社提供番組。放送開始から2025年3月末まではスズキの一社提供番組だった。なお、本項目では8:09から放送されるミニ番組についても詳述する。
『ONE MORNING』ネット局のうち、FMぐんま・RADIO BERRY・FM三重では放送されない。広島FMでは8月6日は広島平和記念式典の中継のため臨時非ネットとなる。

## 概要
朝のワイド番組が『クロノス』から『ONE MORNING』に代わるのに合わせ、10年ぶりにタイトルと内容を変更。
スズキがスポンサーの時代、『ONE MORNING』の番組Twitterでは本コーナーに関する投稿に本コーナーの略称と思われる「#スズキー」というハッシュタグを使用していたが、放送内ではこのことについて一切触れていない。
番組冒頭にヘッドラインニュースを入れるのは前番組とは変わらずだが、そのあとはその日のニュースにかかわる数字（キーナンバー）を紹介し、その数字が何を示しているのかを掘り下げる。
2020年4月からは、同年3月で終了した『ベスト3総研』から引き継いだ下記の内容を放送している。
- 毎月第1水曜日 - 国内最大級の映画レビューサービス「Filmarks」による今月公開の映画期待度ランキング
- 毎月最終火曜日 - ジュンク堂書店の売れ筋書籍

なお、この「数字を掘り下げる」内容については『SUZUKI 今日のキーナンバー』（立花裕人のMORNING FREEWAY）、『SUZUKI NEWS NUMBERS』（6Sense）が放送されていたこともあり、13年ぶり通算3期目となる。スポンサードのスズキは『今日のキーナンバー』開始の1995年から20年以上この時間帯のスポンサーを担当していたが2025年3月末で降板し、2025年4月以降は入れ替わりでイエローハットがスポンサーになっている。

## パーソナリティ

### 現在の出演者
- ユージ（2021年4月1日 - 、月 - 金）
- 吉田明世（2021年4月1日 - 、月 - 金）

### 過去の出演者
- 鈴村健一（2019年4月1日 - 2021年3月31日、月 - 木[4]）
- 山崎樹範（2019年10月4日 - 2021年3月26日、金）
- ハードキャッスル エリザベス（2019年4月1日 - 2021年3月31日、月 - 金）

## 8:09からのミニコーナー

### 今日のスポーツ
『今日のスポーツ』は月曜日から金曜日の8:09〜8:10に放送されている、スポーツニュースコーナー。2024年3月まではルートインホテルズの提供だった。2015年4月1日放送開始。
『クロノス』から引き継いで放送。
番組内容は『クロノス』までは月〜木のメインパーソナリティ中西哲生がスポーツジャーナリストであったことから、出発前に今日押さえておきたいスポーツキーワードをチェックし、解説を入れるものであったが、『ONE MORNING』からは前日のスポーツニュースや結果を取り上げて解説する。
月~木の番組最後には、ハードキャッスル エリザベスがスポーツ漫画・アニメの名ゼリフや必殺技を言い、鈴村健一が作品名やキャラクター名のフォローを行うことがある。